# Blackie
„Blackie” Eric Clapton híres Fender Stratocaster típusú elektromos gitárja.

## Története
Clapton első Stratocastere, Brownie után egy évvel, 1970-ben vásárolta a gitárt a Tennessee állambeli Nashville-ben lévő Sho-Bud hangszerboltban. Összesen hat vintage Stratocastert vett az üzletben (darabját mintegy 100 dollárért), melyeket hazaszállított Angliába. A gitárok közül hármat elajándékozott: George Harrison, Steve Winwood és Pete Townshend kapott egy-egy hangszert, majd a megmaradt háromból – összeválogatva a legjobbnak tűnő alkatrészeket – összerakott egyetlen gitárt: ez lett Blackie. Az évek során Clapton annyira megszerette, hogy egyszerűen csak az „a part of me” (egy részem) jelzővel illette.
Blackie a gitáros első számú hangszere mind a színpadi fellépések alkalmával, mind pedig a stúdiófelvételeknél. Első nyilvános szereplése az 1973. január 13-i Rainbow koncerten volt, az elkövetkező években Clapton minden stúdiólemezének felvételekor használta. Később olyan híres koncerteken jelent meg, mint az 1983-as ARMS Benefit Tour állomásai, vagy az 1985-ben megrendezett Live Aid. Szerepelt Clapton első videóklipjében, a Forever Manben is. A zenész Time Pieces: Best of Eric Clapton című válogatáslemezének borítóján is Blackie látható egy zsebóra társaságában. Utolsó nyilvános feltűnése 1991-ben, a Royal Albert Hallban volt.
2004-ben Blackie-t árverésre bocsátották, ahol rekordnagyságú összegért, 959 500 dollárért kelt el. A befolyt összeget egy Clapton által alapított drog- és alkoholbetegségekkel foglalkozó rehabilitációs központ kapta. (2006-ban egy másik elárverezett Stratocasterrel, melyen hírességek aláírásai voltak, Clapton megdöntötte Blackie bevételi rekordját: a gitár 2,6 millió dollárért kelt el és az összeget a 2004. december 26-i indonéziai szökőár áldozatainak megsegítésére fordították.

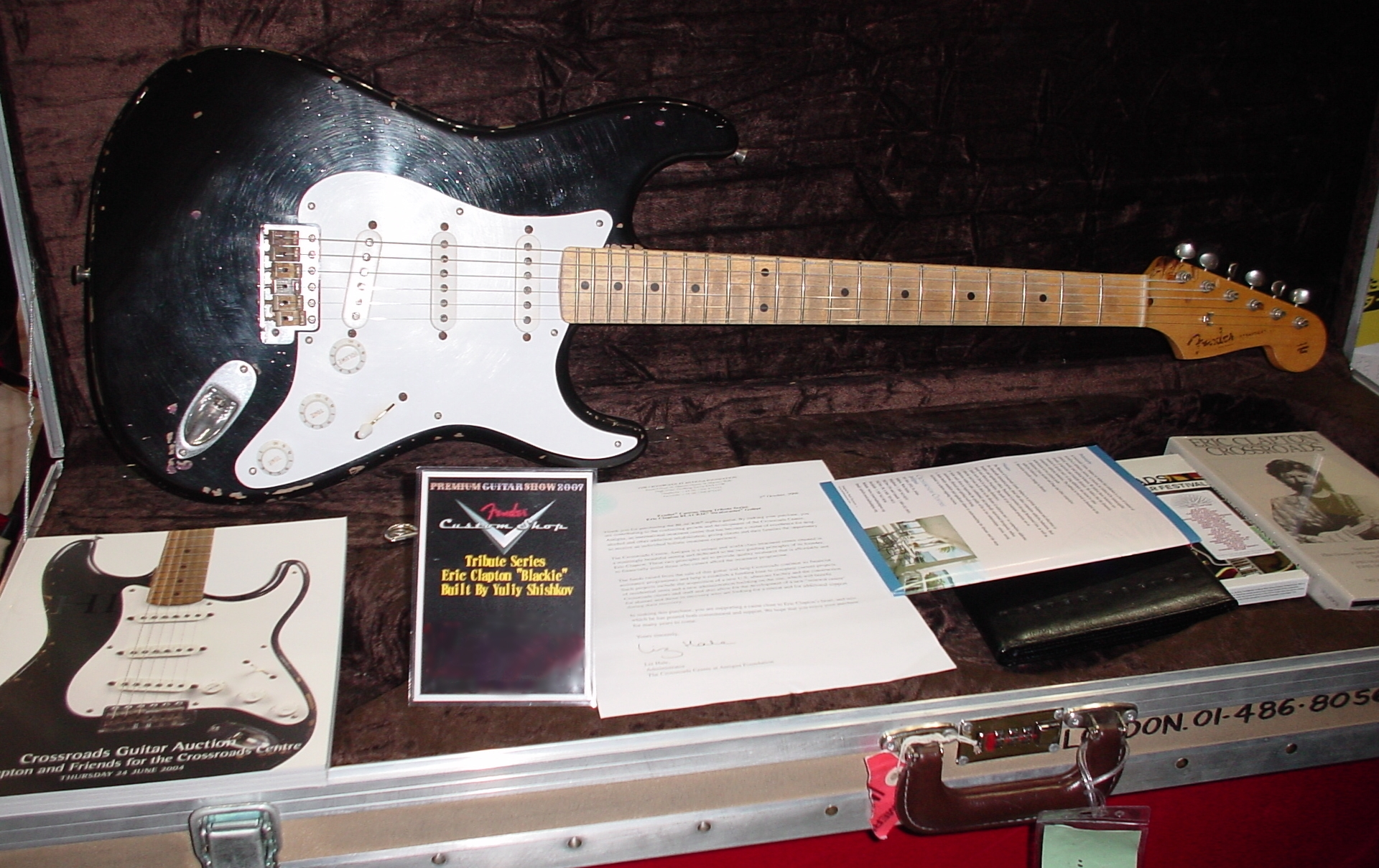
Fender Stratocaster Blackie (Eric Clapton Tribute Model)

2006. november 24-én a Fender Custom Shop 275 darab Blackie-másolatot bocsátott ki, melyekből 185 a gitárközponté lett, 90 darab pedig a világ különböző hangszerboltjaiba került. Ezek pontosan megegyeztek Clapton hangszerével és 24 000 dolláros listaáron bárki megvehette őket. A 90 darab gitár gyakorlatilag az üzletek megnyitása után azonnal elkelt. Az elkészült modellekhez Blackie-t a lehető legalaposabb méréseknek vetették alá; minden egyes másolatot külön hangszerépítő mester készített el.